# Парламентские выборы в Албании (2009)
Парламентские выборы в Албании 2009 года прошли 28 июня. Ни один альянс не смог набрать количества мест в парламенте, необходимого для формирования парламентского большинства. Коалиционное правительство было сформировано Демократической партией и ещё тремя партиями.
В парламент было избрано 23 женщины (16,43 %).

## Избирательная система
140 членов парламента были избраны в двенадцати многомандатных округах, аналогичных двенадцати округам страны. В округах депутаты избирались по закрытым спискам пропорционального представительства с избирательным порогом в 3 % для партий и 5 % для союзов.
Места распределяются между союзами по методу Д’Ондта, а затем между политическими партиями по методу Сент-Лагю.

## Предыстория
14 января 2009 года президент Бамир Топи назначил очередные парламентские выборы на 28 июня. Они были первыми, которые проводились в рамках новой избирательной системы, принятой в апреле 2009 года. На предыдущих выборах, состоявшихся в июле 2005 года, Демократическая партия (ДП) и её союзники получили в общей сложности 73 места из 140, а Социалистическая партия Албании (СПА) и ее союзники получили 64 места. Лидер демократов Сали Бериша, занимавший пост президента с 1992 по 1997 годы, стал премьер-министром. Под его руководством ежегодный экономический рост в стране составлял 5 %. Однако в 2009 году экономика замедлилась. Зато в апреле 2009 года Албания присоединилась к НАТО и официально подала заявку на членство в Европейском союзе.

## Предвыборная кампания
В выборах 2009 года участвовали четыре коалиции. Демократическая партия премьер-министра Сали Бериши сформировала «Альянс за перемены» (алб. Aleance e Ndryshimit), в который вошли десять правых партий, в том числе, Республиканская партия и Партия справедливости и интеграции. Демохристиане вместе с тремя другими малыми партиями создали ещё одну правую коалицию, «Полюс свободы» (алб. Poli i Lirisë) во главе с экс-премьером и одним из основателей ДП Александером Мекси. Социалистическая партия во главе с Эди Рамой, мэрой столицы Тираны, вместе с пятью другими левыми партиями объединились в коалицию «Союз за перемены» (алб. Bashkimi për Ndryshim), в которую также вошли Партия единства в защиту прав человека и Социал-демократическая партия (СДП). Социалистическое движение за интеграцию (СДИ) во главе с бывшим премьер-министром Илиром Мета сформировало Социалистический альянс за интеграцию (алб. Alenaca Socialiste për Integrim) с четырьмя небольшими левыми партиями.
Как и на выборах 2005 года, ведущими силами вновь были Демократическая и Социалистическая партии. Обе обещали доюиваться вступлением Албании в Евросоюз. Так как представители ЕС призвали к проведению свободных и справедливых выборов, в Албании ввели новое электронное удостоверение личности, чтобы предотвратить мошенничества во время голосования. Обе партии обещали создать новые рабочие места и стимулировать дальнейший экономический рост. Премьер-министр Бериша пообещал продолжить борьбу с преступностью и коррупцией.
Предвыборная кампания СПА была сосредоточена на личной критике премьер-министра. Хотя лидер социалистов Рама был обвинён в коррупции, будучи мэром Тираны, он пообещал возглавить «чистое» правительство и улучшить экономическую ситуацию. СПА обещала увеличить производство сельскохозяйственной продукции, сократить бедность и реформировать системы здравоохранения и образования.
Лидер СДИ Мета раскритиковал социалистов за сотрудничество с демократами при принятии нового закона о выборах, направленного на «маргинализацию небольших партий». В свою очередь лидеры СДИ обещали сократить безработицу и бедность, развивать сельское хозяйство и снизить налог на добавленную стоимость на основные продукты питания вдвое с 20 до 10 %.
Консерваторы из «Полюса свободы» критиковали СПА за наследие ходжаизма, а ДП за авторитаризм и некомпетентность руководства, выступая за «возрождение идеалов декабря 1990», европейское развитие, против кумовства и коррупции.

## Результаты
За время предвыборной кампании были убиты два человека. Однако в день голосования никаких инцидентов с применением насилия зафиксировано не было. В голосовании приняли участие 50,77 % из 3 миллионов зарегистрированных избирателей.
Итоги выборов в Парламент Албании 2009 года
| Партии и коалиции                     | Партии и коалиции                             | Лидер                                 | Голоса    | Голоса | Голоса   | Места | Места |  |
| Партии и коалиции                     | Партии и коалиции                             | Лидер                                 | Голоса    | %      | Δ (п.п.) | Места | Δ     |  |
| ------------------------------------- | --------------------------------------------- | ------------------------------------- | --------- | ------ | -------- | ----- | ----- |  |
|                                       | Демократическая партия                        | Сали Бериша                           | 610 463   | 40,18  | ▼3,88    | 68    | ▲12   |  |
|                                       | Республиканская партия                        | Фатмир Медиу                          | 31 990    | 2,11   | ▼17,85   | 1     | ▼10   |  |
|                                       | Партия справедливости и интеграции            | Тахир Мухедини                        | 14 477    | 0,95   | ▼0,22    | 1     | ▲1    |  |
|                                       | Экологическая аграрная партия                 | Люфтер Джувели                        | 13 296    | 0,88   | ▼5,68    | 0     | ▼5    |  |
|                                       | Легалитети                                    |                                       | 10 711    | 0,71   | новая    | 0     | новая |  |
|                                       | Христианско-демократическая лига              |                                       | 6 095     | 0,40   | новая    | 0     | новая |  |
|                                       | Албанский национальный фронт                  |                                       | 5 112     | 0,34   | ▼1,34    | 0     | ▬     |  |
|                                       | Либерально-демократический союз               | Арьян Старова                         | 5 008     | 0,33   | ▼0,73    | 0     | ▼1    |  |
|                                       | Демократический альянс                        | Неритан Цека                          | 4 682     | 0,31   | ▼4,45    | 0     | ▼3    |  |
|                                       | Демократический национальный фронт            | Артур Роши                            | 4 177     | 0,27   | ▼0,29    | 0     | ▬     |  |
|                                       | Партия новой албанской европейской демократии |                                       | 2 111     | 0,14   | новая    | 0     | новая |  |
|                                       | Новая партия лишённых прав                    |                                       | 1 408     | 0,09   | новая    | 0     | новая |  |
|                                       | Альянс за демократию и солидарность           |                                       | 1 067     | 0,07   | новая    | 0     | новая |  |
|                                       | Македонский альянс за европейскую интеграцию  | Едмонд Темелко                        | 1 043     | 0,07   | новая    | 0     | новая |  |
|                                       | «Время Албании»                               |                                       | 786       | 0,05   | новая    | 0     | новая |  |
|                                       | «Вперёд, Албания»                             |                                       | 319       | 0,02   | новая    | 0     | новая |  |
| Альянс за перемены                    | Альянс за перемены                            | Альянс за перемены                    | 712 745   | 46,92  | новая    | 70    | новая |  |
|                                       | Социалистическая партия                       | Эди Рама                              | 620 586   | 40,85  | ▲31,96   | 65    | ▲23   |  |
|                                       | Социал-демократическая партия                 | Скендер Гинуши                        | 26 700    | 1,76   | ▼10,98   | 0     | ▼7    |  |
|                                       | Партия единства в защиту прав человека        | Вангел Дуле                           | 18 078    | 1,19   | ▼2,94    | 1     | ▼1    |  |
|                                       | Группа 99                                     | Эрвин Мете                            | 12 989    | 0,86   | новая    | 0     | новая |  |
|                                       | Партия социальной демократии                  | Паскаль Мило                          | 10 395    | 0,68   | ▼3,57    | 0     | ▼12   |  |
| Объединение за перемены               | Объединение за перемены                       | Объединение за перемены               | 688 748   | 45,34  | новая    | 66    | новая |  |
|                                       | Социалистическое движение за интеграцию       | Илир Мета                             | 73 678    | 4,85   | ▼3,55    | 4     | ▼1    |  |
|                                       | Реальная социалистическая партия '91          |                                       | 6 548     | 0,43   | новая    | 0     | новая |  |
|                                       | Движения за свободу и права человека          |                                       | 2 931     | 0,19   | ▼0,47    | 0     | ▬     |  |
|                                       | Партия зелёных Албании                        | Эдлир Петанай                         | 437       | 0,03   | ▲0,03    | 0     | ▬     |  |
|                                       | Новая партия толерантности                    |                                       | 434       | 0,03   | новая    | 0     | новая |  |
|                                       | Партия защиты прав эмигрантов                 | Юмер Курти                            | 376       | 0,02   | новая    | 0     | новая |  |
| Социалистический альянс за интеграцию | Социалистический альянс за интеграцию         | Социалистический альянс за интеграцию | 688 748   | 45,34  | новая    | 66    | новая |  |
|                                       | Демохристианская партия                       | Нард Ндока                            | 13 308    | 0,88   | ▼2,38    | 0     | ▼2    |  |
|                                       | Движение за национальное развитие             | Дашамир Шехи                          | 10 753    | 0,71   | ▼2,80    | 0     | ▬     |  |
|                                       | Консервативная партия                         |                                       | 1 067     | 0,07   | новая    | 0     | новая |  |
|                                       | Демократический союз                          |                                       | 1 030     | 0,07   | новая    | 0     | новая |  |
|                                       | Партия пути к свободе                         | Шукране Муда                          | 1 002     | 0,07   | новая    | 0     | новая |  |
|                                       | Албанская партия демократических реформ       | Скендер Халили                        | 495       | 0,03   | ▲0,01    | 0     | ▬     |  |
| Полюс свободы                         | Полюс свободы                                 | Полюс свободы                         | 27 655    | 1,82   | новая    | 0     | новая |  |
|                                       | Партия порядка и справедливости               |                                       | 4 865     | 0,32   | новая    | 0     | новая |  |
|                                       | Независимые                                   |                                       | 756       | 0,05   | ▼1,13    | 0     | ▼1    |  |
|                                       |                                               |                                       |           |        |          |       |       |  |
| Недействительных голосов              | Недействительных голосов                      | Недействительных голосов              | 46 903    | 2,99   | ▼0,69    |       |       |  |
| Всего                                 | Всего                                         | Всего                                 | 1 566 079 | 100,00 |          | 140   | ▬     |  |
| Зарегистрировано / Явка               | Зарегистрировано / Явка                       | Зарегистрировано / Явка               | 3 084 946 | 50,77  | ▲1,70    |       |       |  |
|                                       |                                               |                                       |           |        |          |       |       |  |
| Источник: OSCE                        |                                               |                                       |           |        |          |       |       |  |

## После выборов
СПА заявила о мошенничестве и нарушениях. 4 июля лидер СДИ Мета объявил, что присоединится к правительству демократов, чтобы «предотвратить политический кризис». 8 сентября прошло первое заседание новоизбранного парламента, которое социалисты бойкотировали. 16 сентября парламент утвердил новое коалиционное правительство во главе с Бериши, в состав которого вошли демократы, республиканцы, Социалистическое движение за интеграцию и Партии справедливости и интеграции.
За ходом голосования следили более 400 международных наблюдателей. Наблюдатели от ОБСЕ пришли к выводу, что выборы не соответствовали международным стандартам, отметив при этом «ощутимый прогресс» по сравнению с выборной кампанией 2005 года.